# Harvey Monroe Hall
Harvey Monroe Hall (Condado de Lee, 29 de marzo de 1874-Washington, D. C., 11 de marzo de 1932) fue un profesor, botánico y curador estadounidense.
Se graduó de la Universidad de California en 1901, recibió su maestría en 1902 y su doctorado en 1906.
En 1928, Hall que trabajaba en genética, logra que su colega el doctor Jens Christian Clausen regrese a Estados Unidos para trabajar en genética ecológica de especies nativas californianas.
Ascendió hasta profesor titular de Botánica en la Universidad Stanford.
Contrajo matrimonio con la profesora y botánica Carlotta Case.

## Algunas publicaciones
- frederic edward Clements, harvey monroe Hall. 1923. The Phylogenetic Method in Taxonomy
- harvey monroe Hall, carlotta case Hall. 1912. A Yosemite flora: a descriptive account of the ferns and flowering plants, including the trees, of the Yosemite national park; with simple keys for their identification; designed to be useful throughout the Sierra Nevada mountains. Editor P. Elder & Co. 282 pp. Reimpreso por BiblioBazaar, 2010 328 pp. ISBN 1149076437

## Membresías
- Miembro Academia Estadounidense de las Artes y las Ciencias.
- Miembro Academia Californiana de Ciencias.
- Miembro correspondiente de varias sociedades científicas de Europa.

## Eponimia
Género
- (Euphorbiaceae) Halliophytum I.M.Johnst.[1]